# Copa de la Liga de Irlanda del Norte
La Copa de la Liga de Irlanda del Norte (en inglés: Northern Ireland Football League Cup), oficialmente y por motivos de patrocinio BetMcLean League Cup, es la tercera competición más importante del fútbol norirlandés por detrás de la NIFL Premiership y la Copa de Irlanda del Norte. En la competición participan los clubes de la NIFL Premiership, la NIFL Championship y la NIFL Premier Intermediate League, las tres divisiones más altas del sistema de ligas de Irlanda del Norte, en un formato de eliminación directa.
Desde 2011 la competición está patrocinada por Irn Bru, pero desde 2001–02 hasta 2010–11 estuvo esponsorizada por Co-operative Insurance (CIS hasta 2007–08). Los anteriores patrocinadores de la copa fueron Coca-Cola (1998–99 hasta 2000–01), Wilkinson Sword (1991–92 hasta 1997–98) y Roadferry Freight (1986–87 hasta 1990–91). No debe confundirse con la Irish League Floodlit Cup, que estuvo activa desde 1987–88 hasta 1997–98 inicialmente bajo el patrocinio de Budweiser y Coca-Cola en sus últimas ediciones.
Hasta 2014, el campeón de la Copa de la Liga tenía acceso a participar en la siguiente edición de la desaparecida Setanta Cup. Desde esa fecha, al campeón se le otorga acceso para participar en rondas previas de la UEFA Europa League si no clasifica por otro medio a otra competición europea o a la misma.

## Palmarés
| Temporada | Campeón                                           | Resultado                                         | Finalista                                         | Fecha                                             | Sede de la final                                  |
| --------- | ------------------------------------------------- | ------------------------------------------------- | ------------------------------------------------- | ------------------------------------------------- | ------------------------------------------------- |
| 1986-87   | Linfield                                          | 2 - 1                                             | Crusaders                                         | 09/05/1987                                        | The Oval, Belfast                                 |
| 1987-88   | Coleraine                                         | 1 - 0                                             | Portadown                                         | 28/11/1987                                        | The Oval, Belfast                                 |
| 1988-89   | Glentoran                                         | 2 - 1                                             | Linfield                                          | 30/11/1988                                        | The Oval, Belfast                                 |
| 1989-90   | Glenavon                                          | 3 - 1                                             | Newry Town                                        | 19/12/1989                                        | Windsor Park, Belfast                             |
| 1990-91   | Glentoran                                         | 2 - 0                                             | Ards                                              | 13/03/1991                                        | Windsor Park, Belfast                             |
| 1991-92   | Linfield                                          | 3 - 0                                             | Larne                                             | 14/04/1992                                        | The Oval, Belfast                                 |
| 1992-93   | Bangor                                            | 3 - 0                                             | Coleraine                                         | 20/04/1993                                        | Windsor Park, Belfast                             |
| 1993-94   | Linfield                                          | 2 - 0                                             | Coleraine                                         | 26/04/1994                                        | The Oval, Belfast                                 |
| 1994-95   | Ards                                              | 0 - 0 (2–0 pen.)                                  | Cliftonville                                      | 25/04/1995                                        | Windsor Park, Belfast                             |
| 1995-96   | Portadown                                         | 2 - 1                                             | Crusaders                                         | 19/09/1995                                        | Windsor Park, Belfast                             |
| 1996-97   | Crusaders                                         | 1 - 0                                             | Glentoran                                         | 15/10/1996                                        | Windsor Park, Belfast                             |
| 1997-98   | Linfield                                          | 1 - 0                                             | Glentoran                                         | 09/09/1997                                        | Windsor Park, Belfast                             |
| 1998-99   | Linfield                                          | 2 - 1                                             | Glentoran                                         | 04/05/1999                                        | Windsor Park, Belfast                             |
| 1999-00   | Linfield                                          | 4 - 0                                             | Coleraine                                         | 18/04/2000                                        | Windsor Park, Belfast                             |
| 2000-01   | Glentoran                                         | 1 - 0                                             | Glenavon                                          | 24/04/2001                                        | Windsor Park, Belfast                             |
| 2001-02   | Linfield                                          | 3 - 1                                             | Glentoran                                         | 27/11/2001                                        | Windsor Park, Belfast                             |
| 2002-03   | Glentoran                                         | 2 - 0                                             | Linfield                                          | 03/12/2002                                        | Windsor Park, Belfast                             |
| 2003-04   | Cliftonville                                      | 1 - 1 (5–4 pen.)                                  | Larne                                             | 11/11/2003                                        | Windsor Park, Belfast                             |
| 2004-05   | Glentoran                                         | 2 - 1                                             | Linfield                                          | 09/11/2004                                        | Windsor Park, Belfast                             |
| 2005-06   | Linfield                                          | 3 - 0                                             | Glentoran                                         | 10/12/2005                                        | Windsor Park, Belfast                             |
| 2006-07   | Glentoran                                         | 1 - 0                                             | Cliftonville                                      | 02/12/2006                                        | Windsor Park, Belfast                             |
| 2007-08   | Linfield                                          | 3 - 2                                             | Crusaders                                         | 02/02/2008                                        | Windsor Park, Belfast                             |
| 2008-09   | Portadown                                         | 1 - 0                                             | Newry City                                        | 28/02/2009                                        | Mourneview Park, Lurgan                           |
| 2009-10   | Glentoran                                         | 2 - 2 (4–1 pen.)                                  | Coleraine                                         | 27/03/2010                                        | Windsor Park, Belfast                             |
| 2010-11   | Lisburn Distillery                                | 2 - 1                                             | Portadown                                         | 02/04/2011                                        | Mourneview Park, Lurgan                           |
| 2011-12   | Crusaders                                         | 1 - 0                                             | Coleraine                                         | 28/01/2012                                        | Ballymena Showgrounds, Ballymena                  |
| 2012-13   | Cliftonville                                      | 4 - 0                                             | Crusaders                                         | 26/01/2013                                        | Windsor Park, Belfast                             |
| 2013-14   | Cliftonville                                      | 0 - 0 (3-2 pen.)                                  | Crusaders                                         | 25/01/2014                                        | Solitude, Belfast                                 |
| 2014-15   | Cliftonville                                      | 3 - 2                                             | Ballymena United                                  | 24/01/2015                                        | Windsor Park, Belfast                             |
| 2015-16   | Cliftonville                                      | 3 - 0                                             | Ards                                              | 13/02/2016                                        | Solitude, Belfast                                 |
| 2016-17   | Ballymena United                                  | 2 - 0                                             | Carrick Rangers                                   | 18/02/2017                                        | Seaview, Belfast                                  |
| 2017-18   | Dungannon Swifts                                  | 3 - 1                                             | Ballymena United                                  | 18/02/2018                                        | Windsor Park, Belfast                             |
| 2018-19   | Linfield                                          | 1 - 0                                             | Ballymena United                                  | 16/02/2019                                        | Windsor Park, Belfast                             |
| 2019-20   | Coleraine                                         | 2 - 1                                             | Crusaders                                         | 15/02/2020                                        | Windsor Park, Belfast                             |
| 2020–21   | Competición no disputada por Pandemia de COVID-19 | Competición no disputada por Pandemia de COVID-19 | Competición no disputada por Pandemia de COVID-19 | Competición no disputada por Pandemia de COVID-19 | Competición no disputada por Pandemia de COVID-19 |
| 2021–22   | Cliftonville                                      | 4 - 3                                             | Coleraine                                         | 13/03/2022                                        | Windsor Park, Belfast                             |
| 2022–23   | Linfield                                          | 2 - 0                                             | Coleraine                                         | 12/03/2023                                        | Windsor Park, Belfast                             |
| 2023–24   | Linfield                                          | 3 - 1                                             | Portadown                                         | 10/03/2024                                        | Windsor Park, Belfast                             |
| 2024-25   | Cliftonville                                      | 1-0                                               | Glentoran                                         | 09/03/2024                                        | Windsor Park, Belfast                             |

## Títulos por club
| Club               | Campeón | 2° | Años campeón                                                           |
| ------------------ | ------- | -- | ---------------------------------------------------------------------- |
| Linfield           | 12      | 3  | 1987, 1992, 1994, 1998, 1999, 2000, 2002, 2006, 2008, 2019, 2023, 2024 |
| Glentoran          | 7       | 6  | 1989, 1991, 2001, 2003, 2005, 2007, 2010                               |
| Cliftonville       | 7       | 2  | 2004, 2013, 2014, 2015, 2016, 2022, 2025                               |
| Coleraine          | 2       | 7  | 1988, 2020                                                             |
| Crusaders          | 2       | 6  | 1997, 2012                                                             |
| Portadown          | 2       | 3  | 1996, 2009                                                             |
| Ballymena United   | 1       | 3  | 2017                                                                   |
| Ards               | 1       | 2  | 1995                                                                   |
| Glenavon           | 1       | 1  | 1990                                                                   |
| Bangor             | 1       | –  | 1993                                                                   |
| Lisburn Distillery | 1       | –  | 2011                                                                   |
| Dungannon Swifts   | 1       | –  | 2018                                                                   |
| Larne              | –       | 2  | –----                                                                  |
| Newry City †       | –       | 2  | –----                                                                  |
| Carrick Rangers    | –       | 1  | –----                                                                  |

- † Equipo desaparecido.